# Coriambo
Il coriambo è un piede della metrica greca e latina. Si compone di una sillaba lunga, due sillabe brevi e una sillaba lunga (— ∪ ∪ —): si tratta perciò di un piede di sei morae. 
Quanto al ritmo di questo piede, la sua classificazione non è univoca. Sono state avanzate tre possibili interpretazioni:
- come metro composto (trocheo + giambo). È l'interpretazione che seguivano gli studiosi di ritmo antichi. Così considerato, la tesi del coriambo coincide con le due sillabe lunghe, che portano l'ictus, e l'arsi è formata dalle due sillabe brevi, rendendo il suo ritmo né ascendente né discendente. Il suo genere di appartenenza è di conseguenza il diplásion, in quanto il rapporto tra tempo debole e tempo forte viene a essere di 1:2.
- come metro semplice, la cui Arsi-tesi è — ∪ e la tesi ∪ —. Il suo ritmo è in questo caso ascendente, e appartiene al génos íson. Tale interpretazione è suffragata dalla notazione musicale conservata nell'Epitaphium Sicili
- come metro semplice, appartenente al génos íson, ma in cui le due parti del verso possono fungere in modo intercambiabile da arsi e da tesi, e il cui ritmo può essere, a seconda dei contesti, ascendente o discendente.

[N.B. Di norma nell'insegnamento, come lettura metrica (si veda metrica classica), si adotta il primo genere di scansione, considerando "accentate" le due sillabe lunghe]
Il coriambo mantiene quasi sempre la sua forma primitiva; solo occasionalmente una delle sue sillabe lunghe è risolta in due brevi. La sostituzione delle due brevi con una lunga invece non è ammessa o quasi dai poeti greci, mentre i latini hanno ammesso questa licenza. 
I metri coriambici sono divisi in due gruppi:
- i metri eolo-coriambici, che seguono (di norma) le regole della metrica eolica e che sono il gruppo più numeroso e più antico.
- i metri coriambici puri, che invece seguono i normali schemi della metrica greca, leggermente più tardi, e di uso più limitato.

## Versi eolo-coriambici
Tali versi, come i dattili eolici, si contraddistinguono dai metri ordinari perché possiedono le caratteristiche tipiche della metrica eolica: l'isosillabismo (non sempre però rispettato, soprattutto nella poesia drammatica) e la presenza della base eolica, ovvero una sequenza di sillabe (nella sua accezione più stretta, due, all'inizio del verso) la cui quantità può essere indifferentemente lunga o breve.
Secondo le ricostruzioni dei metricologi moderni, che si sono mossi sulle orme delle osservazioni di Wilamowitz, nel tentativo di inquadrare i molteplici metri di questa classe in uno schema coerente, il verso o colon eolo-coriambo ridotto alla sua forma più primitiva consiste in otto sillabe, di cui quattro formano un coriambo, e quattro invece sono libere; a seconda che il coriambo si trovi all'inizio, alla fine, o nel mezzo del dimetro, si ha:
- — ∪ ∪ — | X X X X  dimetro coriambico I
- X X X X | — ∪ ∪ — dimetro coriambico II
- X X | — ∪ ∪ — | X X  gliconeo

Da questo schema fondamentale, attraverso i fenomeni consueti di catalessi, ipercatalessi, acefalia, procefalia e di inserzione di uno o più coriambi è possibile far derivare tutte le forme metriche eoliche note; si deve però tener presente che la libertà di questo schema non è così ampia come può apparire: le quattro sillabe libere non sono mai tutte brevi, l'ultimo piede del gliconeo è di solito un giambo, e anche nella base eolica vera e propria alcune combinazioni sono preferite ad altre. 
I dimetri coriambici I e II si incontrano solo eccezionalmente nei poeti eolici, mentre sono tra i metri più usuali della poesia lirica corale e delle parti liriche del dramma. 

### Dimetro coriambico II
Schema: X X X X | — ∪ ∪ —  
Questo verso, che si incontra solo eccezionalmente nei poeti eolici (Saffo ne presenta uno in responsione con un gliconeo), è invece ben noto nella poesia posteriore. Corinna scrisse dei carmi in questo metro, senza già più tener conto della regola dell'isosillabia; sono frequenti nella poesia corale e nel dramma. Le combinazioni ammesse per il primo piede del metro sono:
1. — — — — κὴ πεντείκοντ' οὑψιβίας (Corinna, fr 19 D)
2. ∪ — — — γαλανάιᾳ χρησάμενοι (Euripide, Ifigenia in Aulide, 546)
3. — ∪ — — ἐν δόμως βάντας κρουφάδαν (Corinna, fr. 5, 59 D)
4. — — ∪ — θάλλοισαν εὐδαιμονίαν (Pindaro, Pitica VII 21)
5. — — — ∪ τὸν δ' ἐς γᾶς βαλὼν Οὑριεύς (Corinna, 5, 74 D)
6. — ∪ ∪ — Ὦ μέλεος, ματρὸς ὃτε (Euripide, Oreste, 839)
7. — ∪ — ∪ πῆδα ϝὸν θέλωσα φίλης (Corinna, fr 8 D)
8. ∪ — ∪ — ἐπεὶ δ' ἔπαυσ' εἰλαπίνας (Euripide, Elena, 1338)
9. ∪ — — ∪ Ἀγλαύρου κόραι τρίγονοι (Euripide, Ione, 496)
10. — ∪ ∪ ∪ ἀλλ' ἔτι κατ' οἶδμ' ἅλιον (Euripide, Elena, 520)
11. ∪ — ∪ ∪ θεοῦ κύνα παντοδαπόν (Pindaro, fr.96, 2)
12. — ∪ ∪ ∪ ἐλέφαντι φαίδιμον ὦ-[μον (Pindaro, Olimpica I, 27)

Di queste forme, il ditrocheo, il digiambo o l'epitrito sono le più frequenti; le sequenze con tre sillabe brevi sono invece piuttosto rare.
Indebolitasi la regola dell'isosillabia, è anche possibile che il metro iniziale diventi di cinque o sei sillabe, per la risoluzione di una o due sillabe lunghe; rari invece sono i casi in cui sia una delle sillabe lunghe del coriambo del secondo piede siano risolte. Alcuni esempi:
ὅτε τὸν τύραννον κτανέτην (Scoli 10 D, 3; in questo caso la prima sillaba è risolta in due brevi)

#### Dimetro coriambico II acefalo
Schema: X X X | — ∪ ∪ —
In questo caso le combinazioni ammesse per il primo metro sono:
1. — — — Ζεῦς μειλίσσων στυγίους (Euripide, Elena, 1339)
2. — ∪ — βᾶτε σεμναὶ Χάριτες (Euripide, Elena, 1341)
3. ∪ — — ἀλαστείᾳ βιότου (Euripide, Elena, 523)
4. — — ∪ τοὺς μὲν μέσους ζυγίους (Euripide, Ifigenia in Aulide 221)
5. ∪ ∪ — (combinazione molto rara, si confonde con un dimetro ionico catalettico)
6. ∪ — ∪ τὸν ἁ Θέτις τέκε καί (Euripide, Ifigenia in Aulide 209)

Nel caso di risoluzione di una delle sillabe lunghe, il colon diviene indistinguibile dalla forma non acefala: solo la responsione strofica indica allora di quale forma di dimetro si tratta.

#### Dimetro coriambico II ipercatalettico
Schema: X X X X | — ∪ ∪ —| X
Es. εὔκαρπον· μή μοι μέγας ἕρπον (Pindaro, Peana II, 26)
Si tratta di una forma rara, che si incontra saltuariamente nella lirica corale e nel dramma.

### Dimetro coriambico I
Schema: — ∪ ∪ — | X X X X
Es. ἴππι' ἅναξ, Πόσειδον ᾧ (Aristofane, Cavalieri, 551)
Questo colon è più raro del dimetro coriambico II e presenta in larga misura le stesse modifiche. Le forme più comuni che le quattro sillabe libere assumono sono quelle di un digiambo (∪ — ∪ —) e di un epitrito III (— — ∪ —). Le quattro sillabe non sono mai tutte e quattro brevi; il dispondeo ( — — — —) appare di rado, mentre lo ionico a minore non è mai usato; la risoluzione di una sillaba lunga è meno frequente che nel dimetro coriambico II.

#### Dimetro coriambico I catalettico (aristofanio)
Schema: — ∪ ∪ — | X X X 
Es. οὐκ ἐτός, ὦ γυναῖκες (Aristofane, fr. 10 K)
In questo caso, il secondo metro assume di norma la forma di un baccheo (∪ — —); molto più rara è invece la forma cretica (— ∪ —). Aristofane ne ha fatto uso di frequente, e così questo colon è chiamato aristophaneum o anche "aristofanio".

#### Dimetro coriambico I ipercatalettico
Schema: — ∪ ∪ —| X X X X | X
Es. μαντόσυνοι πνεύσωσ' ἀνάγκαι (Euripide, Ifigenia in Aulide, 761)
Si tratta di una forma estremamente rara, come per il suo corrispondente del dimetro coriambico II.

### Dodrans
Con questo termine moderno si indicano i cola ottenuti privando i dimetri coriambici I e II di due sillabe della base libera, ottenendo così le sequenze:
1. X X | — ∪ ∪ —
2. — ∪ ∪ — | X X

La forma assunta dalla base eolica più di frequente è un giambo; il pirrichio è di solito, salvo rare eccezioni evitate, dal momento che la sequenze viene a coincidere con un dimetro anapestico o dattilico; la risoluzione di una delle lunghe del coriambo è attestata, ma rara. 

#### Dodrans I
Schema: — ∪ ∪ — | X X
Questo colon corrisponde ad una delle forme del docmio, ma si incontra anche come colon individuale, di norma con il piede libero in forma di giambo.
La sua forma catalettica (— ∪ ∪ —| X) è normalmente chiamata adonio, perché utilizzata come ritornello rituale nelle lamentazioni in onore di Adone. Si incontra spesso come clausola: il suo uso più noto è quello di colon finale della strofe saffica.

#### Dodrans II
Schema: X X | — ∪ ∪ —
La forma più usuale della base eolica è quella trocaica (ma può anche presentarsi in forma spondaica o giambica); questo colon si incontra di tanto in tanto nei sistemi eolo-coriambici; Simonide lo usa preceduto da una sizigia giambica.

### Trimetri coriambici
Sotto questa definizione si radunano una serie di versi derivati da un gliconeo tramite l'inserzione di un altro metro (coriambico o no). I più importanti, usati come versi autonomi (nelle strofe coriambiche sono possibili anche altre più estemporanee combinazioni), sono:
1. l'endecasillabo falecio
2. l'endecasillabo saffico
3. l'endecasillabo alcaico
4. l'asclepiadeo minore e maggiore (da questo derivato)

#### Endecasillabo falecio
Schema: X X | — ∪ ∪ — | ∪ — | ∪ — X
Questo verso, di larghissimo uso sia nella poesia greca che in quella latina, prende il suo nome dal poeta alessandrino Faleco, che ne fece frequente impiego come verso stichico; ma il suo uso è molto più antico e risale all'epoca arcaica. 
Il suo schema base è formato da un gliconeo seguito da un monometro giambico catalettico, che assume la forma di un cretico. La resa del verso non differisce molto da quella del gliconeo: la base eolica è prevalentemente spondaica o trocaica, mentre la forma trisillabica è estremamente rara, e in età imperiale, tanto nella poesia latina con Marziale che in quella greca con Simia di Rodi lo spondeo diviene l'unica forma ammessa; le due sillabe libere dopo il coriambo del gliconeo sono rese di norma con un giambo, ma si può incontrare anche la forma spondaica; la sizigia giambica può ammettere la lunga irrazionale, assumendo la forma di un molosso. Alcuni esempi:
Cui dono lepidum novum libellum /arida modo pumice expolitum? (Catullo, I, v. 1-2. In questo esempio il primo falecio inizia con uno spondeo, il secondo è trocaico.)
Del falecio esiste anche una forma acefala (X | — ∪ ∪ — | ∪ — | ∪ — X), che si incontra con una certa regolarità nella poesia greca arcaica e classica: l'esempio più antico si incontra in un frammento di Saffo.
Rara, ma nota, è anche la forma catalettica del falecio (X X | — ∪ ∪ — | ∪ — | ∪ —), chiamata in alcune fonti antiche metro nicarcheo: la si incontra, ad esempio, in alcune strofe di Bacchilide.

#### Endecasillabo alcaico
Schema X — ∪ — | X || — ∪ ∪ — | ∪ —
L'endecasillabo alcaico deve il suo nome ad Alceo, che ne fece ampio uso come elemento costitutivo della strofe alcaica; usato nella poesia lirica, questo metro fu introdotto a Roma da Orazio. È composto da un monometro giambico ipercatalettico e da un dodrans I; il monometro giambico, come usuale per le sizigie giambiche, ammette la lunga irrazionale per il primo piede, mentre la sillabe ipercatalettica è indifferens. 
Alcuni esempi:
Vides ut alta stet nive candidum (Orazio, Odi, I, 9, v.1)

#### Altre combinazioni
Accanto all'endecasillabo falecio, al saffico e all'alcaico nella lirica monodica sono attestate altre combinazioni, di uso meno frequente:
- un endecasillabo formato da un cretico e da un gliconeo ( — ∪ — | X X | — ∪ ∪ — | ∪ —) si incontra in una strofe composta da Saffo.
- un dodecasillabo formato da un dimetro giambico ipercatalettico e da un dimetro coriambico II (X — ∪ — | X || — ∪ ∪ — | ∪ — X), una combinazione dell'endecasillabo saffico e di quello alcaico, si incontra in alcuni frammenti di Alceo.
- un monometro giambico seguito da un gliconeo (X — ∪ — || X X | — ∪ ∪  — | ∪ X)

#### Gli asclepiadei
Schema X X | — ∪ ∪ — | — ∪ ∪ — | ∪ — 
L'asclepiadeo minore si ottiene da un gliconeo con l'inserzione di un coriambo: esso presenta le stesse variazioni del gliconeo, sebbene in misura più ristretta. Il nome gli viene dal poeta alessandrino Asclepiade, ma il verso era in uso già da molti secoli, sia nella lirica monodica (Saffo, Alceo), in quella corale (Stesicoro), e nella tragedia. 
Sporadicamente attestate sono anche la forma acefala, acefala e catalettica, acefala e ipercatalettica dell'asclepiadeo minore.
Con l'inserzione di un secondo coriambo nello schema dell'asclepiadeo minore si ottiene un asclepiadeo maggiore.
Schema X X | — ∪ ∪ — | — ∪ ∪ — | — ∪ ∪ — | ∪ —
Il suo uso è antico quanto quello dell'asclepiadeo minore: lo si incontra in Saffo (un intero libro della sua edizione alessandrina, il III, era in questo metro), in Alceo, in Stesicoro, ed ampio fu il suo utilizzo in epoca alessandrina. Metricamente, come per l'asclepiadeo minore, le sue varianti sono quelle del gliconeo, sebbene in numero più limitato. 
Di uso già in età arcaica, anche se più limitato, sono anche la forma catalettica, utilizzata già da Saffo, ipercatalettica, che si incontra in Anacreonte e che prese il nome di metrum simiacum, perché utilizzata dal poeta alessandrino Simia, e quella ipercatalettica acefala, anch'essa presente nei frammenti di Saffo.

### Asinarteti coriambici
I cola coriambici possono essere combinati tra loro o con altri metri per formare una serie di asinarteti: tale uso è particolarmente frequente nella Commedia Antica. Si riportano qui i più noti e frequenti.

#### Il priapeo
Schema: X X |— ∪ ∪ — | X X || X X | — ∪ ∪ — | X
Questo asinarteto è formato da un gliconeo e da un ferecrateo: nell'uso, le sillabe libere assumono le forme ammesse per i due cola di cui è formato. Il nome di questo verso gli viene dal poeta alessandrino Eufronio, che in tale metro celebrò Priapo, il dio della fertilità.
Il priapeo ammette anche delle forme libere, in cui i ferecratei e gliconei possono essere sostituiti da dei dimetri coriambici.

#### L'eupolideo
Schema: X X X X | — ∪ ∪ — || X X X X | — ∪ — ∧
Questo asinarteto è composto da due dimetri coriambici II, di cui il secondo catalettico. Deve il suo nome al poeta comico Eupoli, che ne fece uso frequente; in generale, si incontra con una certa frequenza nella Commedia Antica, compreso Aristofane.

#### Il cratiniano
Schema: — ∪ ∪ — | X X X X || X X X X | — ∪ — ∧
È formato dalla un dimetro coriambico I e da un dimetro coriambico II catalettico; il nome gli deriva da Cratino, anch'esso poeta comico.

#### Il "κωμικὸν ἐπιώνικον"
Schema: X X X | — ∪ ∪ — || X X X X | — ∪ ∪ —
Questo verso deve il suo nome da un lato dal suo impiego quasi esclusivo nella Commedia (κωμικὸν) e dall'altro dall'errata interpretazione che i grammatici antichi ne facevano, considerandolo una forma particolare di  ionico. È formato da due dimetri coriambici II, di cui il primo catalettico.

#### Altri asinarteti
Nella lirica monodica si incontrano anche altri asinarteti, di importanza minore:
- Dimetro coriambico I + itifallico ( — ∪ ∪ — | X X X X || — ∪ — ∪ —. —)
- Dodrans II acefalo + itifallico: (X | — ∪ ∪ — || — ∪ — ∪ —. — ) questo asinarteto si incontra in un frammento di Anacreonte, alternato con un asinarteto formato da un monometro giambico + itifallico
- Due gliconei + monometro giambico (X X | — ∪ ∪ — | X X || X X | — ∪ ∪ — | X X || X — ∪ —). Si incontra in Alceo e Simonide.
- Dimetro coriambico I catalettico + dimetro coriambico I catalettico: si incontra in Saffo.

## Metri coriambici puri
Per metri coriambici puri si intendono quei metri formati solo da coriambi, secondo le normali regole di versificazione greca, senza le variazioni imposte dalla metrica eolica. Tali metri sono di uso più ristretto e più raro, rispetto ai metri eolo-coriambici; la loro introduzione nell'uso poetico è più tarda, ed alcuni metricologi avanzano l'ipotesi che essi non siano che una derivazione particolare dei metri eolo-coriambici. 
Come struttura generale, questi metri si presentano molto regolari e le sostituzioni sono rare, quasi inesistenti: più frequenti, ma sempre limitati, i casi di anaclasi, tramite cui il coriambo assume la forma di una sizigia giambica. E proprio tramite l'anaclasi, si spiega la forma assunta dal coriambo catalettico: — ∪ ∪ — > ∪ — ∪ —> ∪ — ∪ > ∪ — X (di solito reso ∪ — —).

### Dimetro coriambico
Il dimetro coriambico acataletto ( — ∪ ∪ — | — ∪ ∪ —) si incontra nei periodi coriambici; la sua forma catalettica (— ∪ ∪ — | ∪ — —) si usa anch'essa nei periodi coriambici, specialmente come clausola. Ad esempio:
νῦν σέ, τὸν ἐκ θἠμετέρου
γυμνασίου λέγειν τι δεῖ
καινόν, ὅπως φανήσει (Aristofane, Vespe, 526-28)
In questo caso, abbiamo di seguito un dimetro puro, un dimetro con anaclasi al secondo piede e un dimetro catalettico.

### Trimetro coriambico
Anche il trimetro coriambico acataletto (— ∪ ∪ | — — ∪ ∪ — | — ∪ ∪ —) si incontra nei periodi coriambici, ma è abbastanza raro.
Es. εἰ δὲ κυρεῖ τις πέλας οἰωνοπόλων (Eschilo, Supplici 57)
Più frequente invece la sua forma catalettica (— ∪ ∪ | — — ∪ ∪ — | ∪ — —), attestata già in Anacreonte.
Es. δακρυόεσσάν τ' ἐφιλησεν αἰχμήν (Anacreonte, fr. 57 D)

### Tetrametro coriambico
Il tetrametro coriambico acataletto (— ∪ ∪ — | — ∪ ∪ — |— ∪ ∪ — | — ∪ ∪ —) può essere spesso diviso in due dimetri; lo si incontra per lo più nei periodi coriambici, ma Anacreonte lo impiega anche come verso indipendente, con frequenti anaclasi.
Es. Ἦ ῥ' ἀίει μου μακαρίτας ἰσοδαίμων βασιλεύς (Eschilo, Persiani, 633)
Il tetrametro catalettico (— ∪ ∪ — | — ∪ ∪ — |— ∪ ∪ — | ∪ — —) è, tra i versi coriambici, quello più frequente, che si incontra già in Saffo. Può apparire nella sua forma pura, oppure subire anaclasi.
Es. ἐκ' ποταμοῦ 'πανέρχομαι πάντα φερούσα λαμπρά (Anacreonte, fr.73 D. Il secondo piede ha anaclasi)

### Pentametro coriambico
Il pentametro coriambico catalettico (— ∪ ∪ — | — ∪ ∪ — | — ∪ ∪ — | — ∪ ∪ —|∪ — —) può essere usato come verso autonomo: Mario Vittorino riferisce che Cratino se n'è servito di frequente, e i frammenti di lui noti ce lo mostrano sia in forma pura che con anaclasi.
Es. τοῦτο μὲν αὐτῷ κακὸν ἕν, κᾆθ' ἕτερον νυκτερινὸν γένοιτο (Aristofane, Acarnesi 1150)

### Esametro coriambico
L'esametro coriambico catalettico ( — ∪ ∪ — | — ∪ ∪ — | — ∪ ∪ — | — ∪ ∪ — | — ∪ ∪ —|∪ — —) è una creazione della poesia alessandrina, in particolare dei poeti Simmia di Rodi o di Filico, che per primo scrisse componimenti interi in tale metro; per tale ragione questo verso è talvolta denominato philicius versus dai grammatici antichi. 
Es. καινογράφου συνθέσεως τῆς Φιλίκου, γραμματικοί, δῶρα φέρω πρὸς ὑμᾶς (Filicio, fr. 2 D)